# Mikhail Filippov
Bản mẫu:Eastern Slavic name
Mikhail Mikhailovich Filippov (tiếng Nga: Михаил Михайлович Филиппов; sinh ngày 10 tháng 6 năm 1992) là một cầu thủ bóng đá người Nga. Anh thi đấu cho FC Yenisey Krasnoyarsk.